# Bochil
Bochil (del tsotsil: Boch, chil ‘Jícara, grillos’‘Jícara de grillos’) es una localidad del estado mexicano de Chiapas, está situado al noroccidente en la tradicional Región de los Bosques,  de la zona de los Altos de Chiapas, es cabecera del Municipio de Bochil.

## Historia
La zona donde hoy se asienta Bochil estuvo habitado desde tiempos antiguos por grupos indígenas tsotsiles, descendientes de los antiguos mayas que poblaban la región, en el año de 1486 estos grupos fueron conquistados por los aztecas al mando de Jitotol, quien conquistó gran parte de los que hoy es Chiapas para los aztecas en tiempos del Huey tlatoani Ahuízotl, los orígenes de la población se dan durante la época de la colonia, cuando en esa zona se fundó una hacienda que fue denominada San Pedro Mártir Bochil, que progresó hasta convertirse en una de las más productivas de la región, como tal atrajo a numerosa población, principalmente tsotsiles que se emplearon como peones de la hacienda, que crearon el núcleo poblacional que hoy es Bochil y que fue progresando y aumentando en población a lo largo de toda la época colonial y primeros años de México independiente. 
Tras la Revolución mexicana a inicios de la década de 1920 la llegada de la escuela rural y las ideas revolucionarias agrarias conllevan a la transformación de lo que todavía seguía siendo una hacienda particular en el pueblo de Bochil, que inicialmente se convierte en una Agencia Municipal perteneciente al Municipio de Jitotol; el 20 de agosto de 1929 mediante un decreto del gobernador Raymundo E. Enríquez Bochil adquirió la categoría de pueblo y cabecera municipal del nuevo Municipio de Bochil, en 1934 se reconoce a los indígenas tsotsiles como ejidatarios, otorgándoseles 5,860 hectáreas de tierras cultivables; desde entonces Bochil se desarrolló como un importante centro agrícola de su región, en los últimos años ha ido diversificando sus actividades económicas.
El antiguo nombre de "Bochil" en aquel entonces era 'Espanto Negro' (Moj i'kal shiel) denominado así por las antiguas civilizaciones pertenecientes a los altos de Chiapas, mucho antes que el nombre que se le conoce hoy en día 'Boch'il' (Jicara de grillos) (José G. Marcos G. 2025).

## Localización y población
| Población de Localidad de Bochil |           |
| Año                              | Población |
| 1900                             | 839       |
| 1910                             | 1,250     |
| 1921                             | 754       |
| 1930                             | 781       |
| 1940                             | 1,337     |
| 1950                             | 1,803     |
| 1960                             | 2,489     |
| 1970                             | 2,680     |
| 1980                             | 4,124     |
| 1990                             | 6,579     |
| 2000                             | 9,578     |
| 2005                             | 10,961    |
| 2010                             | 12,404    |
| 2020                             | 14,200    |

Bochil se encuentra ubicada en las coordenadas geográficas 16°59′41″N 92°53′28″O / 16.99472, -92.89111 y a una altitud de 1,160 metros sobre el nivel del mar, la zona en que se ubica es mayoritariamente montañosa, y a unos 93 kilómetros al norte de Tuxtla Gutiérrez, la capital del estado. La principal vía de comunicación es la Carretera Federal 195, esta carretera de sentido norte-sur, la comunica al sur con Soyaló e Ixtapa y después de enlazar con la Carretera Federal 190 con Tuxtla Gutiérrez y San Cristóbal de las Casas; y al norte de Jitotol y Pueblo Nuevo Solistahuacán, así como con ciudades del norte del estado como Pichucalco y finalmente con Teapa y Villahermosa, Tabasco.
Según los resultados del Conteo de Población y Vivienda de 2020 realizados por el Instituto Nacional de Estadística y Geografía, la población de la localidad es de 14,200 personas, de las cuales 6,738 son hombres y 7,462 son mujeres.